# Z-30
La Z-30 aussi appelée Ronda de la Hispanidad est une avenue qui entoure le centre de Saragosse d'est en ouest par le sud du centre urbain.
D'une longueur de 14.3 km environ, elle relie la rocade de Saragosse (Z-40) au nord en contournant la ville par le sud.
Elle dessert tous les grandes avenues du centre de Saragosse ainsi que l'Université de Saragosse et les différentes zones d'activités du centre-ville.
La Z-30 n'est pas aux normes autoroutières car elle est composée de giratoires et de croisement. Elle est surnommer troisième ceinture de Saragosse.
La Z-30 est actuellement en construction pour boucler l'avenue. Les travaux se situent dans le secteur du site de l'Exposition Universelle 2008 qui se déroule à Saragosse dans le thèmes de l'eau.

En effet la Z-30 permettra donc de desservir le site et le relier au centre-ville.

## Tracé
- Elle débute au nord-est de Saragosse où elle se détache de la Z-40 pour ensuite croiser l'A-68 à destination de l'est.
- Elle contourne le centre urbain par le sud avec une petite antenne qui se connecte à la rocade.
- Elle se termine en se connectant à la N-232 devant le centre commercial Augusta
- Ensuite vient le tronçon en construction qui dessert le site de l'Exposition Universelle 2008 avec un pont qui enjambe l'Èbre.

## Référence
- Nomenclature